# Rhodostrophia rubrior
Rhodostrophia rubrior är en fjärilsart som beskrevs av Leo Andrejewitsch Sheljuzhko 1955. Rhodostrophia rubrior ingår i släktet Rhodostrophia och familjen mätare. Inga underarter finns listade.